# Forcipomyia gokwe
Forcipomyia gokwe är en tvåvingeart som beskrevs av Meillon och Wirth 1989. Forcipomyia gokwe ingår i släktet Forcipomyia och familjen svidknott.
Artens utbredningsområde är Zimbabwe. Inga underarter finns listade i Catalogue of Life.